# Oberalpstock
Oberalpstock (romansz Piz Tgietschen) – szczyt w Alp Glarneńskich, części Alp Zachodnich. Leży w Szwajcarii, na granicy kantonów Gryzonia i Uri. Należy do podgrupy Alpy Urano-Glarneńskie. Szczyt można zdobyć ze schroniska Camona da Cavardiras (2649 m).